# Cryptanura vivida
Cryptanura vivida là một loài tò vò trong họ Ichneumonidae.